# Robert Langer (Basketballtrainer)
Robert Langer (* 31. Mai 1973 in Klosterneuburg) ist ein österreichischer Basketballtrainer.

## Laufbahn
Langer spielte für den BK Klosterneuburg zunächst in der Jugend, dann für die Herrenmannschaft in der Bundesliga. 1996 beendete er seine Spielerlaufbahn in Folge eines Kreuzbandrisses.
Er war bis 2003 Assistenztrainer beim BK Klosterneuburg, ehe er 2003 den Trainerposten beim Wiener Zweitligisten D.C. Timberwolves antrat, um dort eine junge, aus einheimischen Spielern gebildete Mannschaft anzuleiten. In der Saison 2009/10 führte Langer, der 2008 und 2009 zusätzlich die österreichische U18-Nationalmannschaft betreute, die Wiener zum Gewinn der Meisterschaft in der 2. Bundesliga.
Nach dem Gewinn der Meisterschaft wechselte Langer im Vorfeld des Spieljahres 2010/11 auf den Trainerposten des Bundesligisten Güssing Knights und blieb zwei Jahre im Amt. Neben seinen Aufgaben als Trainer war Langer ab 2001 für den Österreichischen Basketballverband (ÖBV) als Nachwuchs- und ab Jänner 2005 als Sportkoordinator tätig.
2013 beendete er seine Tätigkeit für den ÖBV, Langer übernahm in seiner Heimatstadt den Trainerposten beim Bundesligisten BK Klosterneuburg. Mit der Mannschaft gewann er im Herbst 2013 den Supercup. Im Dezember 2014 trat er als Klosterneuburger Trainer zurück, da sich die Entwicklung der Mannschaft nicht derart gestaltet hatte wie erhofft. Anschließend nahm Langer eine Basketball-Auszeit, ehe er im Sommer 2016 als Co-Trainer zum Zweitligisten Basket Flames stieß. Zur Saison 2017/18 kehrte er zu den D.C. Timberwolves zurück und wurde Co-Trainer seines früheren Assistenten Hubert Schmidt. In diesem Amt half er zum Gewinn des Zweitligameistertitels 2018 bei, dem der Aufstieg der Wiener in die Bundesliga folgte. Auch nach dem Gang in die höchste Spielklasse blieb Langer Co-Trainer der „Wölfe“.